# Geissorhiza radians
Geissorhiza radians (лат.) — небольшое многолетнее травянистое клубнелуковичное растение, вид рода Geissorhiza семейства Ирисовые (Iridaceae). Эндемик ЮАР. Растёт на влажных песчаных почвах в Западно-Капской провинции ЮАР.

## Описание

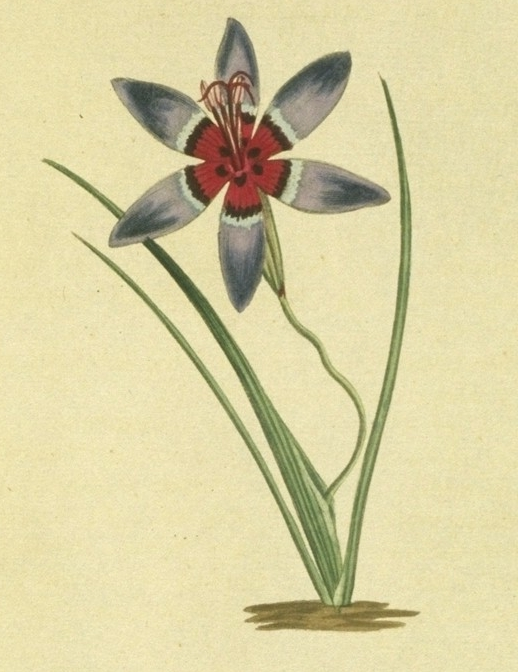
Иллюстрация 1802 года

Geissorhiza radians — многолетний травянистый клубнелуковичный геофит высотой 8-16 см. Клубнелуковица яйцевидная, симметричная, усеченная снизу, 6-9 мм в диаметре; оболочки черноватые, черепитчатые, выемчатые снизу на правильные секции. Стебель прямой, согнутый над влагалищем верхнего листа и у основания колоса, простой или с 1 ветвью. Листьев 3, нижние 2 базальных, самые верхние прикреплены к нижней части стебля, немного длиннее или короче стебля, линейные, шириной 0,5-1,5 мм, края и главная жилка слегка утолщены, образуя узкие бороздки с каждой стороны листа. Верхний лист с большим, вздутым, многоребристым влагалищем.. Каждое растение имеет от 1 до 6 цветков. Соцветие — колос наклонный, изогнутый, с 2-4(-6) цветками. Прицветники зелёные, длиной 8-13(-16) мм, внутренние короче внешних. Цветки зигоморфные с односторонними и наклонёнными тычинками, листочки околоцветника широко-чашевидные, тёмно-синие с глянцево-красным центром, окаймленным узкой белой полосой, каждый листочек околоцветника с тёмной ямкой посередине. Трубка околоцветника воронковидная, обычно превышает прицветники, длиной 6-8 мм; листочки околоцветника обратнояйцевидные, 15-22 x 12-15 мм. Тычиночные нити односторонние, наклонённые, равные, длиной около 10 мм, расположены над самым нижним листочком околоцветника, загибаясь вверх дистально. Пыльники прямостоячие, почти параллельные, длиной 5-6 мм, тёмно-фиолетовые; пыльца красно-коричневая. Стилодий-столбик дугообразно изогнут под тычинками, длиной около 2 мм, ответвления длиной 4 мм. Клубнелуковичный геофит, 8-16 см, чешуйки деревянистые, черепитчатые. Листья линейные. Цветки тёмно-синие с красным центром и белым кольцом, листочки околоцветника чашевидные, тычинки и столбик односторонние.

## Распространение и местообитание
G. radians — эндемик Западно-Капской провинции ЮАР. Встречается от Малмсбери до залива Гордонс-Бей. Ареал ограничен низкими холмами и равнинами вдоль западного побережья Западно-Капской провинции, простираясь от Изерфонтейна и Дарлинга на юг до Парла, а в прошлом — до Сомерсет-Уэста. Произрастает на сезонно влажных участках в гравийном песке, часто из разложившегося гранита. Растения почти всегда встречаются на сезонно влажных водно-болотных угодьях, которые высыхают в летние месяцы.

## Охранный статус
G. radians — вид, находящийся под угрозой исчезновения, осталось менее 10 субпопуляций. Этот ранее широко распространённый и обычный вид теперь имеет площадь распространения (EOO) 2173 км² и площадь обитания (AOO) 140 км². Площади значительно сократились из-за потери среды обитания в ходе расширения сельского хозяйства. От 25 до 30 местоположений остаются на изолированных остатках естественной растительности. Популяция сокращается в результате вторжения чужеродных растений, выпаса скота и воздействия стока удобрений и пестицидов. Поэтому вид включён в Красную книгу южноафриканских растений как «Близкий к уязвимому положению» по критерию B.

## Экология
Тёмно-фиолетовые цветки с крупными красными центрами растут плотными колониями, что создаёт впечатляющее цветочное зрелище с середины сентября, особенно вокруг города Дарлинг. Однако его сезонно влажные низинные места обитания все больше подвергаются угрозе: более 80 % его первоначальной среды обитания преобразованы в сельскохозяйственные угодья или городскую застройку, а оставшиеся популяции находятся под угрозой из-за вторжения инвазивной чужеродной растительности и стока удобрений. Цветки с тёмным центром привлекают определённых опылителей из семейства слепней (Tabanidae). Он также встречается на небольших участках вплоть до залива Гордонс-Бей.

## Культивирование
G. radians в культуре обычно начинает цвести через 3 года после посадки, растение можно выращивать в домашних условиях или на газоне, если обеспечить достаточную влажность. Однако, это растение довольно редкое.

## Галерея

G. radians
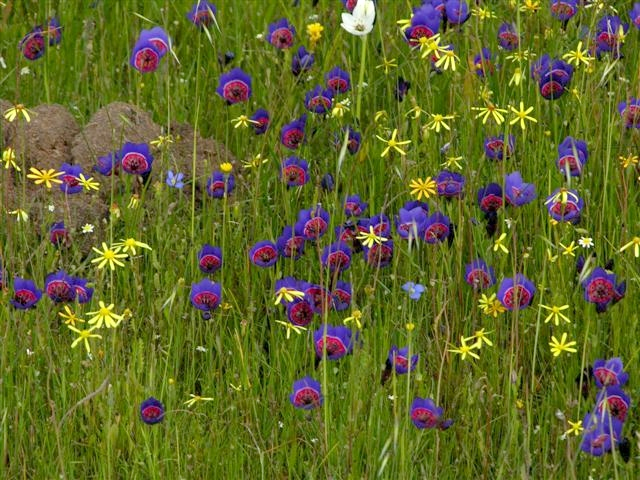
В природе
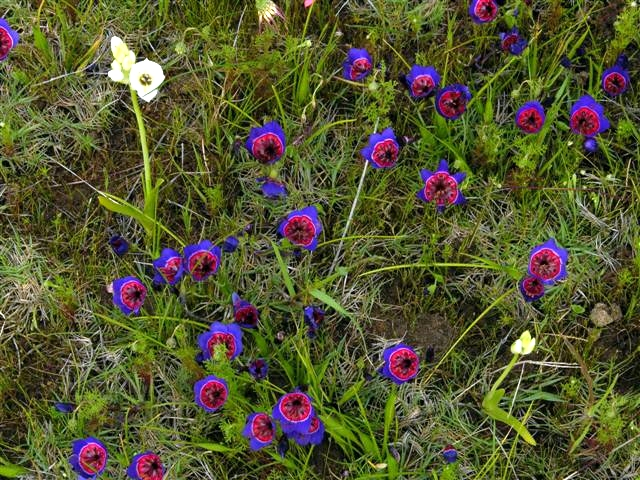
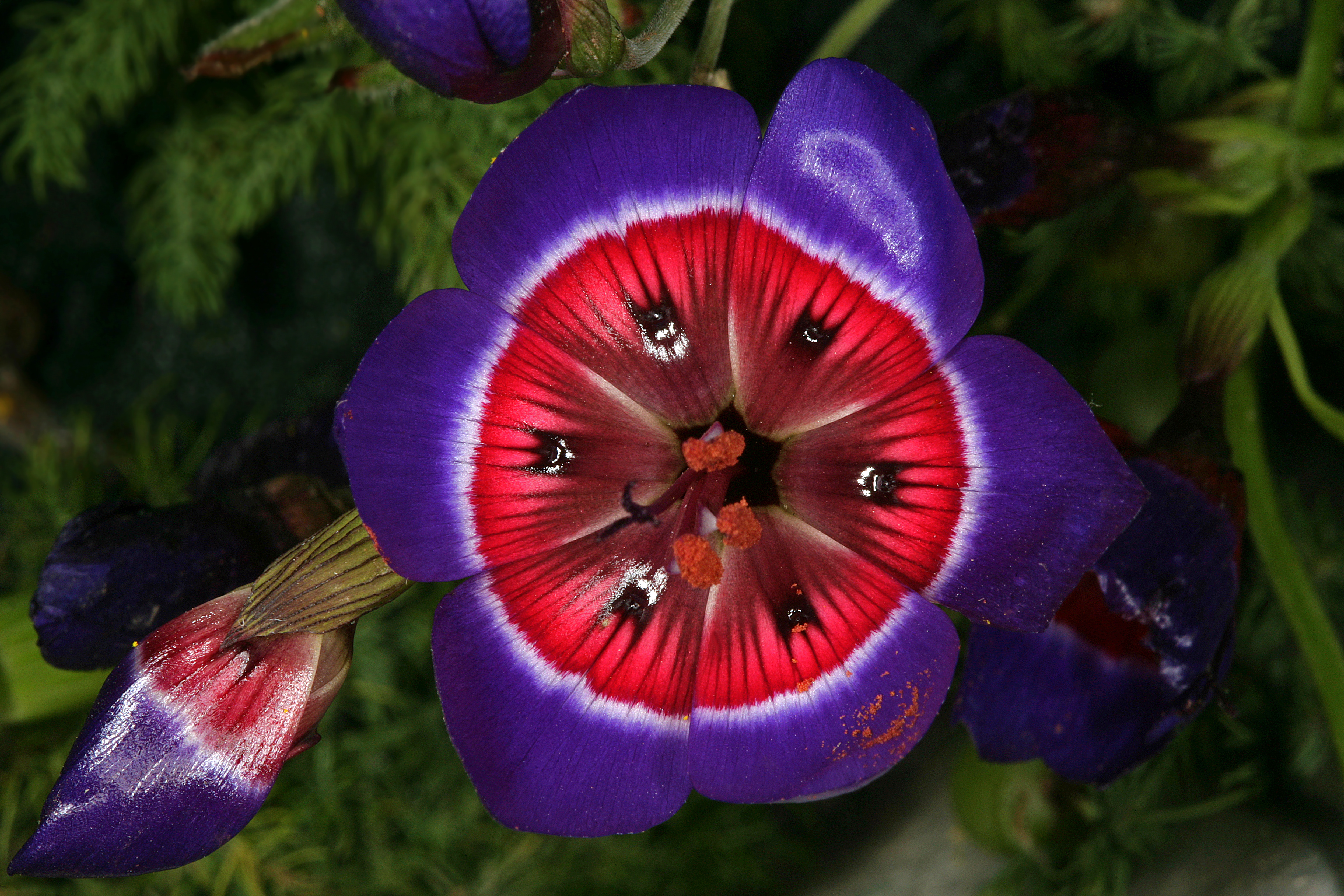
Цветок
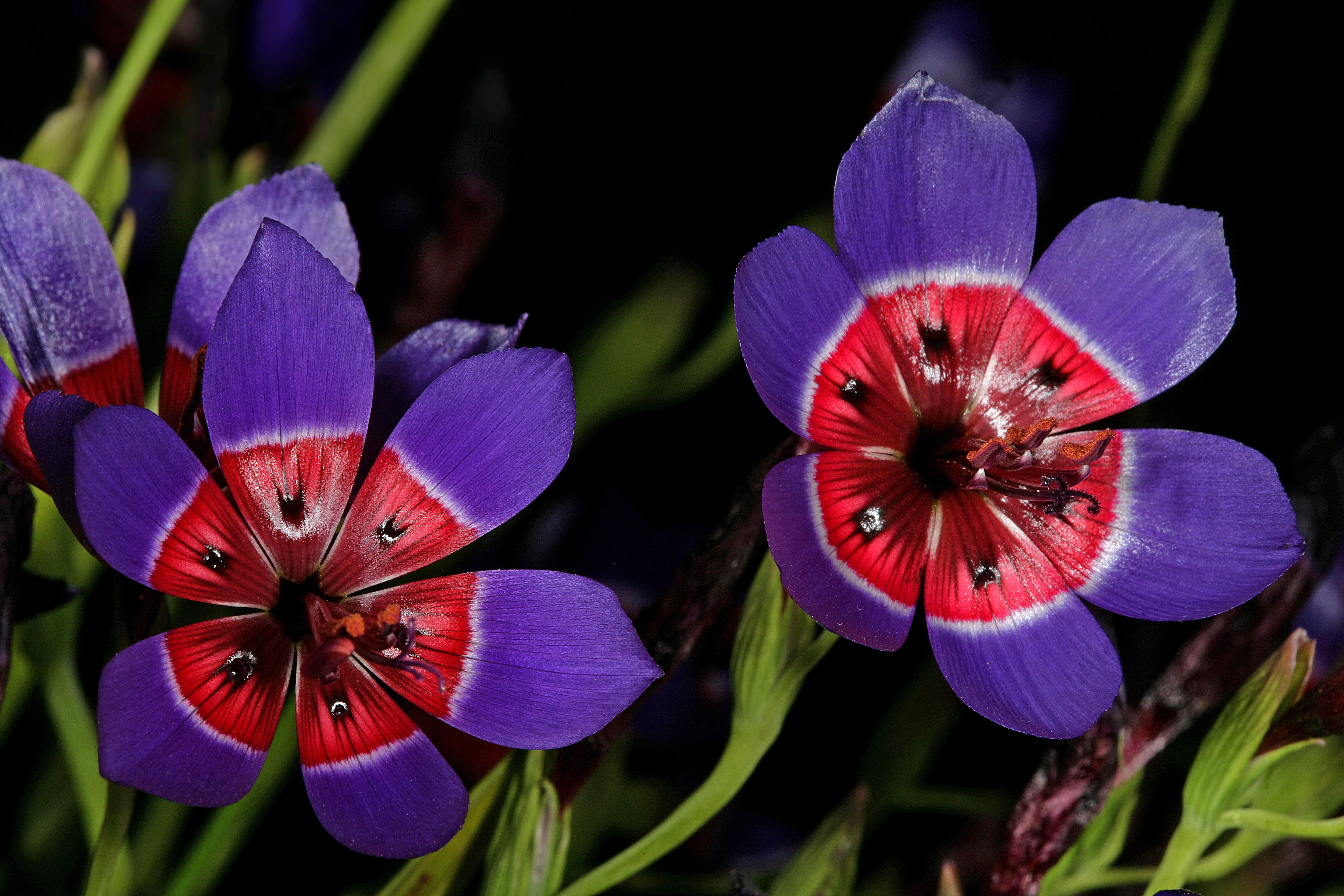
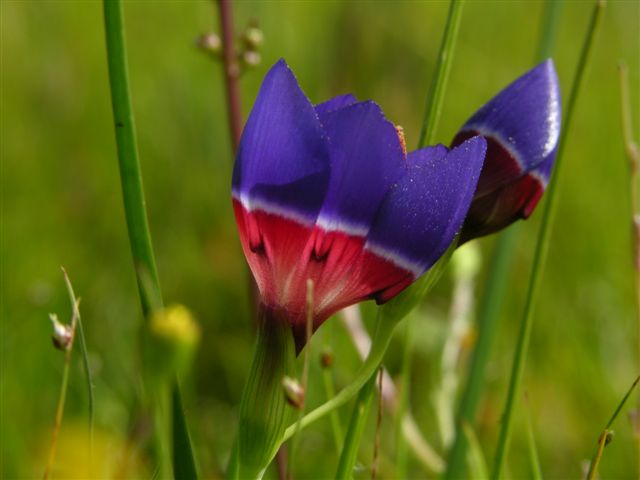
Цветок. Вид сбоку
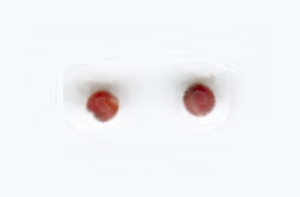
Семена